# Копань (Західнопоморське воєводство)
Копань (пол. Kopań) — село в Польщі, у гміні Дарлово Славенського повіту Західнопоморського воєводства.
Населення — 141 особа (2011).
У 1975-1998 роках село належало до Кошалінського воєводства.

## Демографія
Демографічна структура станом на 31 березня 2011 року:
|          | Загалом | Допрацездатний вік | Працездатний вік | Постпрацездатний вік |
| -------- | ------- | ------------------ | ---------------- | -------------------- |
| Чоловіки | 75      | 15                 | 56               | 4                    |
| Жінки    | 66      | 11                 | 43               | 12                   |
| Разом    | 141     | 26                 | 99               | 16                   |